# Mike Day
Mike Day, all'anagrafe Michael Day (Tarzana, 9 ottobre 1984), è un ciclista di BMX statunitense.

## Palmarès

### Olimpiadi
- 1 medaglia:
  - 1 argento (Pechino 2008 nel BMX)